# Margaret Atwood
Pour les articles homonymes, voir Atwood.
Margaret Atwood, née le 18 novembre 1939 à Ottawa, est une romancière, poète et critique littéraire canadienne. Elle est l'une des écrivaines canadiennes les plus connues, en particulier pour son roman La Servante écarlate (The Handmaid's Tale).

## Biographie

### Enfance et éducation
Née le 18 novembre 1939 à Ottawa, Ontario, Margaret Atwood est la fille de Carl Edmund Atwood, un zoologue, et de Margaret Dorothy Killiam, une nutritionniste. En raison du métier de son père, Margaret Atwood passe la majeure partie de son enfance entre les forêts du Nord du Québec, Sault-Sainte-Marie, Ottawa et Toronto,.
Elle commence à écrire à l’âge de seize ans et décide alors qu’elle sera écrivaine. En 1957, elle entreprend des études au collège Victoria à l'Université de Toronto. Elle suit notamment les cours de la poète Jay Macpherson et du critique littéraire Northrop Frye. Elle obtient un baccalauréat ès arts en littérature anglaise (avec des mineures en philosophie et en français) en 1961.
Elle poursuit ses études à l'université Harvard et au Radcliffe College, à l'aide d’une bourse Woodrow Wilson, jusqu'à l'obtention d'une maîtrise en littérature anglaise en 1962 avant de prolonger ses études à l'université Harvard pendant quatre ans,.

### Vie privée
En 1968, Atwood épouse Jim Polk, mais divorce quelques années plus tard, en 1973. Elle se marie ensuite avec le romancier Graeme Gibson (en). Elle donne naissance à sa fille Eleanor Jess Atwood Gibson en 1976.
Gibson meurt le 18 septembre 2019. Atwood écrit un essai sur le deuil paru dans The Guardian en 2020 à la mémoire de son époux.

### Carrière
Elle autopublie son premier recueil de poésie, Double Persephone, chez Hawkshead Press en 1961, pour lequel elle reçoit la médaille E. J. Pratt. Son second recueil de poésie, The Circle Game, paru en 1964 chez Contact Press, lui vaut un prix littéraire du Gouverneur Général en 1966. Dans les décennies qui suivent, elle fait paraître près d'une vingtaine de recueils de poésie.
Dans les années 1960, tout en continuant à écrire, Atwood a enseigné l'anglais à l'Université de la Colombie-Britannique à Vancouver de 1964 à 1965, puis à l'Université Sir George Williams à Montréal de 1967 à 1968. Elle a également donné des cours à l'Université de l'Alberta de 1969 à 1970.
Atwood fait paraître son premier roman, The Edible Woman (La Femme comestible) chez McCelland and Stewart en 1969. Dans les années 1970, les romans qu'elle publie explorent l'identité et les stéréotypes genrés en lien avec la politique et l'identité nationale: Surfacing (Faire surface) en 1972; Lady Oracle en 1976 et Life Before Man (La Vie avant l'homme) en 1979. Ce dernier est finaliste pour les prix littéraires du Gouverneur général.
C'est en 1985 qu'elle publie son œuvre la plus connue, La Servante écarlate (The Handmaid's Tale). Résolument féministe et politique, son œuvre est notamment définie par le fait que les femmes en occupent l’avant-scène. Elle a reçu plusieurs prix pour La Servante écarlate, dont le prix Arthur-C.-Clarke et un Prix littéraire du gouverneur général. La Servante écarlate est adapté au cinéma par Volker Schlöndorff en 1990 et en série télévisée en 2017 sous le titre The Handmaid's Tale : La Servante écarlate.
Atwood a enseigné dans plusieurs universités, dont l'Université de la Colombie-Britannique (1965), l'Université Concordia à Montréal (1967-1968), Université de l'Alberta (1969-1979), l'Université York à Toronto (1971-1972) et l'université de New York.
En 2015, elle remet le manuscrit de son livre Scribbler Moon au projet de la « bibliothèque du futur » de l'artiste écossaise Katie Paterson, afin qu'il soit publié en 2114. Elle est la première des cent auteurs à participer à ce projet.
Dans une entrevue au quotidien Le Devoir accordée en 2007, elle se dit généralement optimiste et affirme qu’elle n’écrirait pas si elle croyait que le monde était sans espoir. Elle ajoute que ses romans dystopiques sont le reflet de ses lectures de jeunesse alors qu’elle a grandi au faîte de la popularité d’auteurs de science-fiction tels que H. G. Wells, George Orwell et Aldous Huxley.
Atwood a reçu de nombreux honneurs dont une vingtaine de doctorats honorifiques, en plus d'être reçue comme Compagnon de l'Ordre du Canada le 22 juin 1981 et membre de l'Ordre de l'Ontario en 1990. Elle est reçue comme membre de la Société royale du Canada en 1987. En 1981, elle a reçu une des bourses Guggenheim. Elle a remporté le Booker Prize en 2000 pour son roman Le Tueur aveugle (The Blind Assassin). En 2017, elle a fait partie des favoris pour le prix Nobel de littérature. C'est l'auteur britannique d'origine japonaise Kazuo Ishiguro, qui l'a remporté ; surpris de cette décision, Ishiguro s'est excusé auprès d'Atwood d'avoir obtenu le prix à sa place,.
Margaret Atwood a également fait une incursion au cinéma en tant qu'actrice. Dans le film Hochelaga, terre des âmes (2017), de François Girard, qui relate l'histoire de la fondation de Montréal, l'écrivaine incarne une baronne anglaise qui cache chez elle des Canadiens-français résistant contre le régime britannique.

## Engagements

### Prises de position
Lors de l'élection fédérale canadienne de 2008, Atwood accorde son appui au Bloc québécois, parti prônant la souveraineté du Québec.
Le 27 février 2022, au quatrième jour de l'invasion de l'Ukraine par la Russie, Atwood fait partie des plus de 1 000 auteurs qui signent la lettre ouverte de l'association d'écrivains PEN International, qui exprime sa solidarité envers l'Ukraine et demande la fin de l'invasion russe.

### Controverses
En janvier 2009, une polémique éclate à Toronto : son livre La Servante écarlate est accusé par un parent d'élève d'être violent, dépravé et tout à la fois anti-chrétien et anti-islamique. L'affaire n'aura pas de suite.
En janvier 2018, elle publie une lettre ouverte dans le journal The Globe and Mail intitulée « Am I a bad feminist? » (« Suis-je une mauvaise féministe ? ») où elle fait une critique du mouvement #Metoo en même temps qu'elle diagnostique le système judiciaire inefficace et dépassé. Elle met en garde les féministes d'aujourd'hui face à un possible dérapage menant à l'instauration d'une « justice populaire » qui peut se transformer en « lynchage solidifié culturellement dans lequel le type de justice accessible est jeté par la fenêtre et des pouvoirs extrajudiciaires sont mis en place et maintenus. » Elle prend position en affirmant que « ma position fondamentale est que les femmes sont des êtres humains, avec (…) des comportements saints et démoniaques (…) y compris le crime. » Dans une entrevue en 2022 avec Nathalie Collard, elle précise : « Je préfère de loin vivre dans un contexte où c’est la règle de droit qui prime, mais encore faut-il que les lois soient justes. L’organisation avec laquelle je travaille étroitement, Equality Now, œuvre justement pour changer les lois discriminatoires à l’endroit des femmes et des filles. C’est dans ce contexte que je réfléchis à ces questions. »
À la suite des critiques de la part de certains observateurs qui considèrent son écrit comme une trahison des valeurs féministes, elle répond sur Twitter, et partage deux autres textes, dont celui d'Andrew Sullivan « It’s Time to Resist the Excesses of #Metoo », où l'auteur compare leur façon d'agir aux méthodes du maccarthysme. Une autre collaboratrice du Globe and Mail, Margaret Wente, publie, quelques jours plus tard, une analyse du texte de Atwood, portant également sur la place de l’écrivaine dans l'histoire du féminisme. Wente ne se dit pas étonnée de sa position car selon elle, Atwood « aime brasser la cage », et classe ainsi Atwood comme une modérée face au nouveau mouvement #metoo. Wente affirme tout de même être « la dernière alliée d'Atwood » parce qu'elle aussi croit que la procédure est régulière, aussi frustrante et imparfaite soit-elle, « et ne pense pas que des listes publiques d'accusations anonymes contre des journalistes médiatiques […] devraient être autorisées à détruire des carrières ».

### Féminisme
En 2018, à la suite d'un partenariat entre l'adaptation de The Handmaid's Tale par Hulu et l'organisation de défense des droits des femmes Equality Now , Atwood a été honorée lors de leur gala Make Equality Reality 2018.

Dans son discours d'acceptation, elle a déclaré :
Je ne suis bien sûr pas une véritable militante, je suis simplement une écrivaine sans emploi à qui on demande souvent de parler de sujets qui feraient licencier des personnes qui ont un emploi si elles en parlaient elles-mêmes. Vous, en revanche, à Equality Now, vous êtes de véritables militantes. J’espère que les gens donneront beaucoup, beaucoup d’argent à Equality Now, aujourd’hui, pour qu’elle puisse rédiger des lois sur l’égalité, promulguer des lois sur l’égalité et veiller à ce que ces lois soient appliquées. Ainsi, avec le temps, toutes les filles pourront grandir en pensant qu’aucune voie ne leur est fermée simplement parce qu’elles sont des filles.

## Œuvres

### Romans
- The Edible Woman, Toronto, McClelland & Stewart, 1969, 281 p.
  - La Femme comestible (trad. Michèle Albaret-Maatsch), Robert Laffont, 2021, 544 p. (ISBN 9782221254585)
- Surfacing, Toronto, McClelland & Stewart, 1972
  - Faire surface (trad. Marie-France Girod), Robert Laffont, 2017 (ISBN 9782221254578, lire en ligne)
- Lady Oracle, Toronto, McClelland & Stewart, 1976
  - Lady Oracle (trad. Marlyse Piccand), Robert Laffont, 2021 (ISBN 9782221251782)
- Life Before Man, Toronto, McClelland & Stewart, 1979
  - La Vie avant l'homme (trad. Marianne Véron), Robert Laffont, 2021 (ISBN 9782221254578)
- Bodily Harm, Toronto, McClelland & Stewart, 1981
- The Handmaid's Tale, Toronto, McClelland & Stewart, 1985, 311 p.
  - La Servante écarlate (trad. Sylviane Rue), Robert Laffont, 2017 (ISBN 9782221203323)
  - La Servante écarlate (trad. Michèle Albaret-Maatsch), Robert Laffont, 2021 (ISBN 9782221249949)
- Cat's eye, Toronto, McClelland & Stewart, 1988, 420 p.
  - Œil-de-chat (trad. Claire Malroux), Robert Laffont, 2017 (ISBN 9782221254561)
- The Robber Bride, Toronto, McClelland & Stewart, 1993, 546 p.
  - La voleuse d’hommes, Robert Laffont, 1994 (ISBN 9782221077955, lire en ligne)
- Alias Grace, Toronto, McClelland & Stewart, 1996, 470 p.
  - Captive, Robert Laffont, 2017, 592 p. (ISBN 9782221124284, lire en ligne)
- The Blind Assassin, Toronto, McClelland & Stewart, 2000, 536 p.
  - Le tueur aveugle (trad. Michèle Albaret-Maatsch), Robert Laffont, 2002, 592 p. (ISBN 9782221092811, lire en ligne)
- Oryx and Crake, Toronto, McClelland & Stewart, 2003
  - Le Dernier Homme (trad. Michèle Albaret-Maatsch), Robert Laffont, 2005 (ISBN 9782221101018, lire en ligne)
- L'Odyssée de Pénélope (The Penelopiad), Toronto, Penguin Random House, 2005, 216 p.
- The Year of the Flood, Toronto, McClelland & Stewart, 2009, 448 p.
  - Le Temps du déluge (trad. Jean-Daniel Breque), Robert Laffont, 2012 (ISBN 9782221115879, lire en ligne)
- MaddAddam, Toronto, McClelland & Stewart, 2013, 416 p.
  - MaddAddam (trad. Patrick Dusoulier), Robert Laffont, 2014 (ISBN 9782221141304, lire en ligne)
- The Heart Goes Last, Anchor, 2015
  - C’est le cœur qui lâche en dernier (trad. Michèle Albaret-Maatsch), Robert Laffont, 2017 (ISBN 9782221192092, lire en ligne)
- Hag-Seed, Hogarth Press, 2016, 289 p.
  - Graine de sorcière (trad. Michèle Albaret-Maatsch), Robert Laffont, 2019, 360 p. (ISBN 9782221217993, lire en ligne)
- The Testaments, Toronto, McClelland & Stewart, 2019, 432 p.
  - Les Testaments (trad. Michèle Albaret-Maatsch), Robert Laffont, 2021, 656 p. (ISBN 9782221254547, lire en ligne)

### Nouvelles
- Dancing Girls, Toronto, McClelland & Stewart, 1977
- Murder in the Dark, Toronto, Coach House Books, 1983
- Bluebeard's Egg, Toronto, McClelland & Stewart, 1983
- Wilderness Tips, Toronto, McClelland & Stewart, 1991
- Good Bones, Coach House Books, 1992, 153 p.
- Good Bones and Simple Murders, New York, Nan A. Talese, 1994, 164 p.
- The Labrador Fiasco, Londres, Bloomsbury, 1996, 64 p.
  - Le Fiasco du Labrador (trad. Michèle Albaret-Maatsch), Robert Laffont, 2009, 306 p. (ISBN 9782221108567, lire en ligne)
- The Tent, Londres, Bloomsbury, 2006, 176 p.
- Moral Disorder, Toronto, McClelland & Stewart, 2006
- Stone Mattress: Nine Wicked Tales, Toronto, McClelland & Stewart, 2014, 288 p.
- Old Babes in the Wood, Toronto, McClelland & Stewart, 2023, 272 p.
  - Promenons-nous dans les bois (trad. Michèle Albaret-Maatsch et Isabelle Delord-Philippe), Robert Laffont, 2023, 368 p. (ISBN 2221269365)

### Poésie
- Double Persephone, (Double Persephone), Toronto, Hawkshead Press, 1961.
- The Circle Game, (Le Cercle vicieux), Toronto, Contact Press, 1964,
- Expeditions, 1965.
- The Animals in that Country, Boston, Little, Brown and Company, 1968.
- The Journals of Susanna Moodie, (Le Journal de Susanna Moodie ), Oxford, Oxford University Press, 1970.
- Procedures for Underground, Boston, Little, Brown and Company, 1970.
- Power Politics, (Politiques de pouvoir), Toronto, House of Anansi, 1971,
- You are Happy, Oxford, Oxford University Press, 1974, 96 p.
- Selected Poems: 1965-1975, Boston, Houghton Mifflin, 1976.
- Two-Headed Poems, Oxford, Oxford University Press, 1978.
- True Stories, Oxford, Oxford University Press, 1981.
- Interlunar, Oxford, Oxford University Press, 1984.
- Selected Poems: 1976-1986, Boston, Houghton Mifflin Harcourt, 1987, 147 p.
- Morning in the Burned House, (Matin dans la maison incendiée), Toronto, McClelland & Stewart, 1996.
- Eating Fire: Selected Poems, 1965-1995, Boston, Little, Brown and Company, 1998
- The Door, Londres, Virago Press, 2007.
- Dearly: New Poems, (Poèmes tardifs),Toronto, McClelland & Stewart, 2020, 136 p.

### Livres d'artiste
- Speeches for Doctor Frankenstein, avec des illustrations de Charles Pachter, 1966,

### Essais
- Survival: A Thematic Guide to Canadian Literature, (Essai sur la littérature canadienne), Toronto, House of Anansi, 1972.
- Days of the Rebels, 1815-1840, Toronto, Natural Science of Canada, 1977, 128 p.
- Second Words: Selected Critical Prose, Toronto, House of Anansi, 1982.
- Through the One-Way Mirror, 1986.
- Strange Things: The Malevolent North in Canadian Literature, Oxford, Oxford University Press,1995, 126 p.
- Negotiating with the Dead: a Writer on Writing, Toronto, Anchor Canada, 2002, 256 p.
- Moving Targets: Writing with Intent, 1982-2004, (Cibles mouvantes), Toronto, House of Anansi, 2004, 440 p.
- Writing with Intent: Essays, Reviews, personal prose 1983-2005, New York, Basic Books, 2005.
- Payback: Debt and the Shadow Side of Wealth, (Comptes et légendes : La dette et la face cachée de la richesse), Toronto, House of Anansi, 2008, 240 p.
- Burning Questions, Questions brûlantes), Toronto, McClelland & Stewart, 496 p. (ISBN 9780771096402)
  - Questions brûlantes. Essais et textes de circonstances 2004-2021 (trad. Michèle Albaret-Maatsch, Odile Demange, Valentine Leÿs, Renaud Morin et Isabelle D. Philippe), Paris, Robert Laffont, 2022, 473 p.

### Albums jeunesse
- Up in the Tree, (Tout là-haut dans l'arbre), Toronto, Groundwood Books, 1978, 32 p.
- Trio of Tolerable Tales, (Trois Contes très racontables), Toronto, Groundwood Books, 2017, 52 p.

## Réception critique

### La Servante écarlate
Pour ce livre écrit entre 1985 et 1987, elle reçoit trois prix : le Prix du gouverneur général dans le domaine des romans et nouvelles en langue anglaise, celui du Los Angeles Times Book Prize dans la catégorie fiction et le prix Arthur-C-Clarke. La Servante écarlate est paru en 1985 et s'est vendu à plusieurs millions d'exemplaires à travers le monde. Il est devenu un classique de la littérature anglophone, apportant la célébrité à Margaret Atwood ; il est encore récompensé aujourd'hui. Ce roman se déroule en Amérique du Nord où le pays est dominé par une théocratie, fondée sur des castes sociales dans lesquelles les femmes sont soumises aux hommes. Dans cette œuvre, Margaret Atwood remet en cause la domination masculine, plus précisément le régime patriarcal totalitaire. Elle met en avant les nombreuses épreuves traversées par les femmes, leur volonté de ne pas renoncer à lutter et leur mécontentement contre le sexisme. À travers la lecture de ce livre, on constate que ce problème patriarcal déjà présent dans les années 1980 est toujours présent à l'heure actuelle. Elle publie ce livre durant la guerre froide, engendrant une prise de conscience de la société et une peur du retour au conservatisme. En 1990, l'œuvre connaît une adaptation cinématographique, La Servante écarlate, réalisée par Volker Schlöndorff. Puis, en 2017, l'œuvre est adaptée en télé-série sur Hulu par Bruce Miller sous le titre The Handmaid's Tale: La Servante écarlate.

### Meurtre dans la nuit
Ce recueil de nouvelles et de poèmes expérimentaux en prose écrit en 1987 et d'abord publié en anglais sous le titre de Murder In The Dark en 1983 « suscite l’acclamation de la critique par sa façon d’employer la langue et sa manière de briser les frontières traditionnelles entre fiction et poésie ». Ce recueil est composé de 27 poèmes, divisés en 4 parties dans lesquelles sont mis en avant des thèmes variés. Il va exploiter différents genres comme l'autobiographie, la satire, le récit de voyage. Au sein de ce recueil vont apparaître des thèmes comme la marginalisation des femmes et groupes minoritaires entraînant des peurs sociales et l'apparition de mouvements. De ce fait, la cohérence du poème se fait grâce au point commun de ses principaux thèmes. Le titre est extrait d'un jeu pour enfant qui met en avant différents rôles, notamment celui du meurtrier et celui du détective. Dans ce cadre, Margaret Atwood joue le rôle du meurtrier, de la critique et du détective. Le lecteur quant à lui tient le rôle de la victime grâce au ressenti de la lecture. À travers la lecture de l'ouvrage, nous comprenons qu'il regroupe tous les thèmes importants de ses écrits et donc les causes qui lui sont chères comme le féminisme.

## Prix et honneurs
- 1966 - Prix du Gouverneur général : poésie ou théâtre de langue anglaise pour Le cercle vicieux[13]
- 1977 - Toronto book awards pour Lady Oracle[37]
- 1980 - Prix Molson avec Marcel Trudel, John Weinzweig[38]
- 1981- Bourse Guggenheim[39]
- 1981 - Compagnon de l'Ordre du Canada[40]
- 1985 - prix du Gouverneur général : romans et nouvelles de langue anglaise pour La Servante écarlate[13]
- 1986 - Los Angeles Times Book Prize dans la catégorie Fiction pour The Handmaid's Tale[41]
- 1987 - Membre de la Société royale du Canada[42]
- 1987 - Humaniste de l'année de l'American Humanist Association[43]
- 1987 - Prix Arthur-C.-Clarke pour The Handmaid's Tale[44]
- 1988 - Membre de l'Académie américaine des arts et des sciences dans la catégorie Littérature, et le domaine Arts et Humanité[45]
- 1990 - Médaille du centenaire de l'université Harvard[46]
- 1990 - Membre de l'Ordre de l'Ontario
- 1991 - Trillium Book Award pour Mort en lisière[47]
- 1993 - Trillium Book Award avec Jane Urquhart pour La Voleuse d'hommes[47]
- 1995 - Trillium Book Award pour Matin dans la maison incendiée[47]
- 1996 - Prix Giller pour Captive[48]
- 1997 - Prix Mondello[49]
- 1999 - Prix Helmerich
- 2000 - Prix Hammett pour Le tueur aveugle[50]
- 2000 - Prix Booker pour Le tueur aveugle[51]
- 2001 - Allée des célébrités canadiennes[52]
- 2003 - Prix Giller pour Le Dernier Homme[48]
- 2007 - Grand prix Metropolis bleu pour l'ensemble de son œuvre
- 2008 - Prix Princesse des Asturies dans la catégorie Littérature[53]
- 2009 - Prix Nelly-Sachs[40]
- 2010 - Membre de la Royal Society of Literature[54]
- 2010 - Prix Dan David dans la catégorie Présent, en Littérature, dont le thème était Restitution du 20ème siècle[55]
- 2012 - Los Angeles Times Book Prize dans la catégorie Prix d'innovation[56]
- 2013 - Prix Audie dans la catégorie fiction pour La Servante écarlate[57]
- 2015 - Prix Arthur-Ellis dans la catégorie Meilleure nouvelle pour Neuf contes[58]
- 2016 - Golden Wreath (Prix littéraire de Macédoine du Nord)[59]
- 2016 : Ivan Sandrof Lifetime Achievement Award des National Book Critics Circle Award[60]
- 2016 - Pinter Prize[61]
- 2016 - Prix Tähtivaeltaja pour MaddAddam
- 2017 - Prix Aurora Awards dans la catégorie Meilleur nouvelle pour Angel Catbird Volume 1
- 2017 - Prix de la paix des libraires allemands
- 2017 - Prix Franz-Kafka de Prague[62].
- 2017 - Prix littéraire de l'Université de Saint-Louis[63]
- 2018 - Prix Adrienne Clarkson pour une citoyenneté globale[64].
- 2018 - Médaille Lorne Pierce[65]
- 2019 - Prix Booker pour Les Testaments[66]
- 2020 - Prix Tähtivaeltaja pour Les Testaments[67]

### Doctoratshonoris causa
- 1973 - Université Trent[68]
- 1974 - Université Queen's[69]
- 1979 - Université Concordia[70]
- 1982 - Smith College[71]
- 1983 - Université de Toronto en Lettres[72]
- 1985 - Université de Waterloo[73]
- 1985 - Université de Guelph[74]
- 1985 - Mount Holyoke College[75]
- 1987 - Université Victoria à l'Université de Toronto[76]
- 1991 - Université de Montréal[77]
- 1994 - Université de Leeds
- 1996 - Université McMaster[78]
- 1998 - Université Lakehead[79]
- 1998 - Université d'Oxford[80]
- 1973 - Université Algoma[81]
- 2001 - Université Laurentienne[82]
- 2001 - Université de Cambridge[80]
- 2001 - Dartmouth College[83]
- 2004 - Université Harvard[84]
- 2005 - Université Sorbonne-Nouvelle[85]
- 2011 - Université nationale d'Irlande à Galway[86]
- 2012 - Université Ryerson[87]
- 2012 - Collège militaire royal du Canada[88]
- 2013 - Université nationale et capodistrienne d'Athènes[89]
- 2014 - Université d'Édimbourg en Lettres[90]